# Конвой O-005
Конвой O-005 — японський конвой часів Другої світової війни, проведений у серпні 1943 року.
Конвой сформували для проведення групи суден із Рабаула (головна передова база японців на острові Нова Британія, з якої провадились операції на Соломонових островах та сході Нової Гвінеї) до Палау — важливого транспортного хабу на заході Каролінських островів.
До складу конвою увійшли транспорти «Казан-Мару», «Козан-Мару» та ремонтне судно «Мінрьо-Мару» (Minryo Maru). Ескорт складався з мисливців за підводними човнами CH-18 та CH-37.
10 серпня 1943 року судна вийшли з Рабаула та попрямували на північний захід. Хоча на комунікаціях архіпелагу Бісмарка традиційно активно діяли американські підводні човни, конвой O-005 зміг безперешкодно пройти своїм маршрутом та 18 серпня 1943 року прибув до Палау.